# Vulfia
A Vulfia germán eredetű latinosított női név, jelentése nőstény farkas.

## Gyakorisága
Az 1990-es években szórványos név, a 2000-es években nem szerepel a 100 leggyakoribb női név között.

## Névnapok
- január 31.[2]
- szeptember 9.[2]
- október 31.[2]